# Зеленоклиновский сельсовет
Зеленоклиновский сельсовет — муниципальное образование в Альшеевском районе Башкортостана. Согласно «Закону о границах, статусе и административных центрах муниципальных образований в Республике Башкортостан» имеет статус сельского поселения.

## Состав сельсовета
- д. Зелёный Клин (административный центр);
- с. Новоконстантиновка;
- д. Красный Клин;

## Демография
| Общие демографические показатели |               |                               |                               |
| Всё население                    | Всё население | Изменения населения 2002—2009 | Изменения населения 2002—2009 |
| 2002                             | 2009          | чел.                          | %                             |
| 767                              | 862           | +95                           | +12,39                        |